# NGC 7252
NGC 7252 (другие обозначения — PGC 68612, ESO 533-15, IRAS22179-2455, MCG −4-52-36, PRC D-35, ARP 226, AM 2217—245) — линзообразная галактика (SB0) в созвездии Водолей.
Этот объект входит в число перечисленных в оригинальной редакции «Нового общего каталога».
Также имеет название Мирный атом. Оно возникло из-за звёздной структуры, сходной с изображениями орбит электронов вокруг атомного ядра.
В центре галактики обнаружено более 500 звёздных скоплений, похожих на шаровые, но их возраст составляет менее 0,5 миллиардов лет.
Предположительно, она образовалась из-за слияния двух галактик около миллиарда лет назад.